# Solenoptera intermedia
Solenoptera intermedia es una especie de escarabajo longicornio del género Solenoptera, tribu, Solenopterini, subfamilia Prioninae. Fue descrita por Gahan en 1890.

## Descripción
Mide 33 mm de longitud.

## Distribución
Se distribuye por Colombia.